# Ballade des contradictions
La Ballade des contradictions est le titre collectif d'une dizaine de pièces poétiques composées en 1458. Certaines sont passées à la postérité, les plus célèbres étant celles de Charles d'Orléans, maître des lieux, et de François Villon, l'un de ses hôtes.
Elle est dite aussi Ballade du concours de Blois car elle est la troisième d'une série de dix ballades proposées à ce concours, en 1458, au château de Blois.
Composées par divers auteurs, elles s'ouvrent toutes sur ce vers de Charles d'Orléans, duc d'Orléans, prince français, connu surtout pour son œuvre poétique réalisée lors de sa longue captivité anglaise : « Je meurs de soif auprès de la fontaine ».

## Traduction du poème
cliquer ici pour avoir des explications plus simples sur la signification des vers : 